# انبساطة (قلب)

انبساط العضلة القلبية.

انبساط العضلة القلبية أو ارتخاء عضلة القلب (بالإنجليزية: Diastole)‏ يمثل المرحلة التي ترتخي فيها العضلة القلبية وبالتالي تسمح للدم بالدخول، فهي فترة امتلاء حجرات القلب بالدم. تماثل هذه الفترة في مخطط القلب الكهربائي الفترة ما بين نهاية موجة T إلى بداية موجة P.
انبساط العضلة القلبية بعد نهاية مرحلة انقباض فائتة، يعني هبوط الضغط في حجرات القلب وإلى توسع هذه الحجرات (الأذينين والبطينين)؛
- في الأذينين فإن الانبساط يؤدي إلى حدوث سحب (بالإنجليزية: Wake)‏ لمزيد من الدم من الوريدين الأجوفين إلى الأذينين.
- في البطينين فإن الانبساط وبالتالي توسعهما يؤدي إلى انخفاض الضغط إلى حين يكون الضغط في البطينين أقل منه في الأذينين، عندها فإن الصمامات الشُّرفية (الصمام التاجي أو ثنائي الشرف والصمام ثلاثي الشرف يفتحان للسماح بفترة ملءِ البطينين، وعندها يكون تيار الدم من الأذينين إلى البطينين لحين امتلائهما بالدم في نهاية فترة الانبساط.

أثناء فترة الانبساط تتم تروية العضلة القلبية إذ أن فترة الانبساط هي الفترة الوحيدة في الدورة القلبية التي يكون فيها الضغط في عضلة القلب أقل منه في الشريان الأبهري، أي أن جريان الدم يكون من الشريان الأبهر إلى الشرايين التاجية، كما أن العضلة المنبسطة تكون أقل مقاومةً لجريان الدم. وبالتالي تشكل الشريانات التاجية الاستثناء في الجسم، وذلك أن جريان الدم فيها يكون في مرحلة الانبساط وليس عند فترة الانقباض.